# Boss Open 2023
Il Boss Open 2023 è stato un torneo di tennis giocato sull'erba. È stata la 45ª edizione del torneo facente parte dell'ATP Tour 250 nell'ambito dell'ATP Tour 2023. Si è giocato al Tennis Club Weissenhof di Stoccarda, in Germania, dal 12 al 18 giugno 2023.

## Partecipanti al singolare

### Teste di serie
| Nazionalità | Giocatore          | Ranking | Testa di serie* |
| ----------- | ------------------ | ------- | --------------- |
| Grecia      | Stefanos Tsitsipas | 5       | 1               |
| Stati Uniti | Taylor Fritz       | 8       | 2               |
| Stati Uniti | Frances Tiafoe     | 12      | 3               |
| Polonia     | Hubert Hurkacz     | 14      | 4               |
| Stati Uniti | Tommy Paul         | 17      | 5               |
| Italia      | Lorenzo Musetti    | 18      | 6               |
| Italia      | Matteo Berrettini  | 20      | 7               |
| Australia   | Nick Kyrgios       | 26      | 8               |

* Ranking al 29 maggio 2023.

#### Altri partecipanti
I seguenti giocatori hanno ricevuto una wildcard per il tabellone principale:
- Feliciano López
- Oscar Otte
- Stefanos Tsitsipas

I seguenti giocatori sono entrati nel tabellone principale passando dalle qualificazioni:

- Christopher Eubanks
- Márton Fucsovics
- Yosuke Watanuki
- Borna Gojo

#### Ritiri
Prima del torneo
- Alejandro Davidovich Fokina → sostituito da  Corentin Moutet
- Jack Draper → sostituito da  Christopher O'Connell
- Grigor Dimitrov → sostituito da  Daniel Altmaier
- Nicolás Jarry → sostituito da  Zhang Zhizhen

## Partecipanti al doppio

### Teste di serie
| Nazione  | Giocatore         | Nazione   | Giovatore              | Ranking* | Testa di serie |
| -------- | ----------------- | --------- | ---------------------- | -------- | -------------- |
| India    | Rohan Bopanna     | Australia | Matthew Ebden          | 27       | 1              |
| Croazia  | Nikola Mektić     | Croazia   | Mate Pavić             | 28       | 2              |
| Messico  | Santiago González | Francia   | Édouard Roger-Vasselin | 36       | 3              |
| Germania | Kevin Krawietz    | Germania  | Tim Pütz               | 50       | 4              |

* Ranking al 29 maggio 2023.

### Altri partecipanti
Le seguenti coppie di giocatori hanno ricevuto una wildcard per il tabellone principale:
- Daniel Altmaier /  Dustin Brown
- Oscar Otte /  Jan-Lennard Struff

### Ritiri
Prima del torneo
- Nicolás Barrientos /  Nicolás Jarry → sostituiti da  Romain Arneodo /  Grégoire Barrère
- Ivan Dodig /  Austin Krajicek → sostituiti da  William Blumberg /  Frances Tiafoe
- Rajeev Ram /  Joe Salisbury  → sostituiti da  Albano Olivetti /  David Vega Hernández

## Punti
| Evento    | V   | F   | SF | QF | 2T | 1T   | Q    | Q2   | Q1   |
| Singolare | 250 | 150 | 90 | 45 | 20 | 0    | 12   | 6    | 0    |
| Doppio    | 250 | 150 | 90 | 45 | 0  | N.D. | N.D. | N.D. | N.D. |

## Montepremi
| Evento    | V        | F       | SF      | QF      | 2T      | 1T     | Q2     | Q1     |
| Singolare | €109,270 | €63,740 | €37,475 | €21,715 | €12,610 | €7,705 | €3,850 | €2,100 |
| Doppio*   | €37,960  | €20,310 | €11,910 | €6,660  | €3,920  | N.D.   | N.D.   | N.D.   |

* per team

## Campioni

### Singolare
Frances Tiafoe ha sconfitto in finale  Jan-Lennard Struff con il punteggio di 4-6, 7-6(1), 7-6(8).
• È il terzo titolo in carriera per Tiafoe, il secondo in stagione.

### Doppio
Nikola Mektić /  Mate Pavić hanno sconfitto in finale  Kevin Krawietz /  Tim Pütz con il punteggio di 7-6(2), 6-3.